# HD 81809
HD 81809，又名BD-05 2802，SAO 136872、HR 3750，是一颗恒星，视星等为5.38，位于銀經239.15，銀緯30.65，其B1900.0坐标为赤經9h 22m 49.5s，赤緯-5° 30.65′ 3″。